# Abdul Fatah Younis
Abdul Fatah Younis (tiếng Ả Rập: عبد الفتاح يونس, 1944 – 28 tháng 7 năm 2011) là một viên chỉ huy quân sự ở Libya. và là cựu bộ trưởng nội vụ Libya nhưng đã đứng về phe nổi dậy hồi tháng 2 năm 2011. Ông này cũng từng thuộc nhóm giúp đưa Đại tá Gadhafi lên nắm quyền tại Libya vào năm 1969, ông được đánh giá là một trong những anh hùng của cách mạng Libya. Năm 2010, ông Abdel-Fattah Younis còn giữ chức Bộ trưởng Nội vụ Libya và là một trong những nhân vật nổi bật nhất trong giới lãnh đạo nước này. Tuy nhiên, sau đó đã chống lại ông Gaddafi và đảm nhận cương vị đứng đầu lực lượng vũ trang của phe nổi dậy.
Năm 2011, Abdel Fattah Younes và hai nhân viên phụ tá đã thiệt mạng do một nhóm vũ trang vô danh bắn chết Younes bị bắn sau khi ông được triệu tập đến một ủy ban tư pháp của phe nổi dậy, cơ quan chuyên xem xét các hoạt động quân sự, trước đó ông Younis và các trợ lý đã bị Cơ quan an ninh của Hội đồng chuyển tiếp bắt giữ tại chiến trường phía đông để thẩm vấn các vấn đề nghi ngờ có liên quan đến việc gia đình ông tiếp tục hỗ trợ cho chế độ của ông Muammar Gaddafi